# Mixcoatl

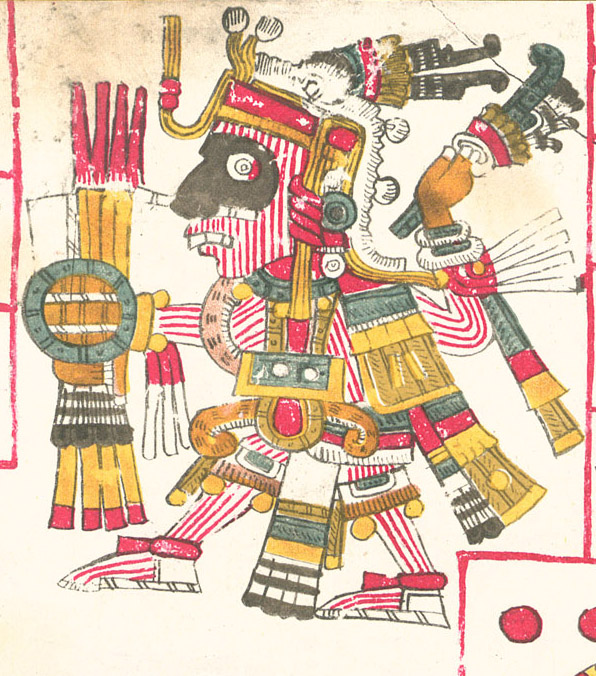
Mixcóatl dans le Codex Borgia.

Mixcoatl, dont le nom signifie « serpent de nuages » en nahuatl, est le dieu de la chasse, de la guerre, des tempêtes, du Nord, de la voie lactée et des cieux dans la mythologie aztèque. 
Son culte est attesté dans différentes cultures mésoaméricaines. Il était la divinité tutélaire des Otomis, des Chichimèques et de plusieurs groupes qui prétendaient descendre des Chichimèques, dont les Mexicas. Mixcoatl était vénéré comme la divinité centrale des Tarasques sous le nom de Taras (ou encore Thares Upeme, Tarex Upeme, Turesupeme), et comme celle des populations de Huejotzingo et de Tlaxcala sous le nom de Camaxtli. Il passait pour être l'ancêtre de tous les peuples qui habitaient la partie orientale du plateau central du Mexique.
Il est généralement représenté avec un loup noir sur le visage, le corps couvert de rayures rouges et blanches, un atlatl dans la main gauche, et un bouclier rond et un faisceau de dards dans sa main droite. Sur la représentation du Codex Duran, Mixcoatl-Camaxtli porte les attributs du dieu des chasseurs : l'arc, les flèches et le filet. Son principal double animal est le cerf.
Il avait une telle importance dans la culture mexica que, au début de la conquête espagnole du Mexique, le huey tlatoani Moctezuma Xocoyotzin, empereur de Mexico-Tenochtitlan, a dirigé une grande partie de chasse sur la colline de Zacatépetl, revêtu des habits et symboles distinctifs de Mixcóatl. Chaque année, on le célébrait en organisant une grande battue rituelle sur un terrain qui reconstituait une steppe en miniature.